# Hesperapis oraria
Hesperapis oraria är en biart som beskrevs av Roy R. Snelling och Stage 1997. Hesperapis oraria ingår i släktet Hesperapis och familjen sommarbin. Inga underarter finns listade i Catalogue of Life.